# Richard Kiepert

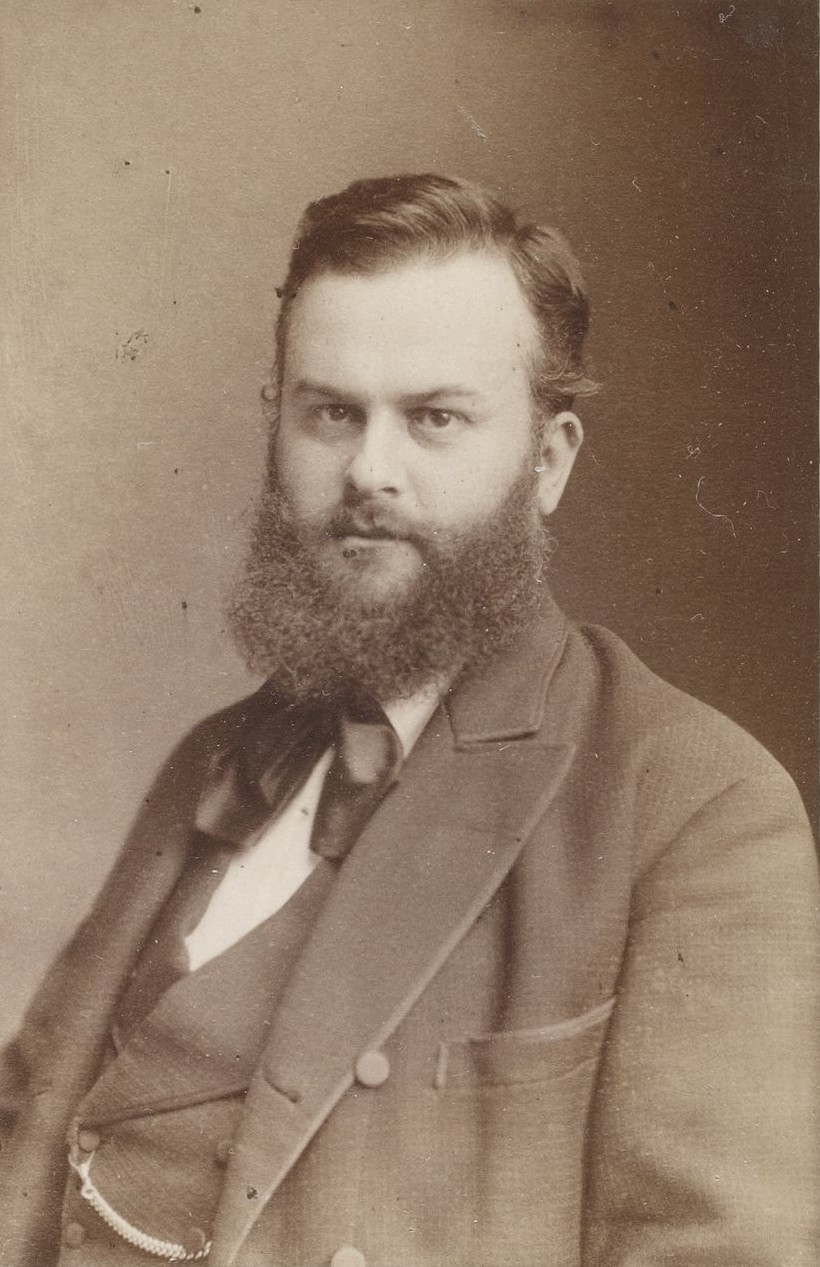
Richard Kiepert

Richard Kiepert (* 13. September 1846 in Weimar; † 4. August 1915 in Zehlendorf, Kreis Teltow) war ein deutscher Geograph und Kartograf.

## Leben
Richard Kiepert studierte von 1865 bis 1870 Geschichte und Geographie und bereiste 1870 zu Forschungszwecken Transjordanien. Seit 1871 war er als Geograph in Berlin tätig, war an den Arbeiten seines Vaters Heinrich Kiepert (1818–1899) beteiligt und bearbeitete auch dessen wissenschaftlichen Nachlass. Ebenso gab er Schulwandkarten, Atlanten und Einzelkarten heraus. Kiepert widmete sich insbesondere den Karten Afrikas und gab den Deutschen Kolonialatlas für den amtlichen Gebrauch in den Schutzgebieten (Berlin 1893) und eine Karte von Deutsch-Ostafrika heraus.
Zwischen 1875 und 1887 redigierte Kiepert die geographisch-ethnographische Zeitschrift Globus. Seit 1877 war er wissenschaftlicher Leiter von Dietrich Reimers kartographischer Anstalt in Berlin.
Die Gesellschaft für Erdkunde zu Berlin verlieh Kiepert 1908 die Carl-Ritter-Medaille in Silber.
Richard Kiepert starb am 4. August 1915 im Alter von 68 Jahren in der Heilanstalt Fichtenhof zu Zehlendorf.

## Werke (Auswahl)
- Karte von Kleinasien. 24 Bl. 1:400.000, Berlin 1901 ff.
- Deutsch-Ostafrika. 1 Kt., Berlin 1898